# شريف بيغلو (أرشق)
شریف بیغلو (بالفارسية: شریف‌بیگلو) هي منطقة سكنية تقع في إيران في قسم أرشق الشرقي الريفي. يقدر عدد سكانها بـ 248 نسمة بحسب إحصاء 2016.